# Àngela Buj Alfara
Àngela Buj Alfara   (Alcanar, 1964) és una professora i lingüista catalana. Ha publicat estudis sobre l'àrea lingüística del tortosí. Des del 2004 dirigeix la revista BeCeroles: lletres de llengua i literatura i ha rebut diversos premis d'investigació lingüística o de creació literària. Exerceix com a professora de llengua catalana i literatura.
L'any 2002 va rebre el Premi de creació i investigació social 2002, organitzat per l'Ajuntament d'Alcanari l'any 2009 s'emporta el 13è Premi Tinet de Narrativa curta per Internet amb l'obra ‘Monsier Binoix' Ha participat en jornades professionals: I Jornada in memoriam de Josep Panisello (2017) i II Congrés d'Història d'Alcanar (2003). Actualment és professora de llengua catalana i literatura a l'IES Manuel Sales i Ferré d'Ulldecona i ha elaborat per al departament d'Ensenyament l'estudi Model de la llengua per a l'ensenyament. Montsià, Baix Ebre, Terra Alta, Ribera d'Ebre.

## Obra publicada
- Lingüistes pel carrer: estudi i proposta didàctica. A cura de Jesús Bernat Agut i Àngela Buj Alfara. Alcanar: els autors, 2019.
- Puig, Joan. Vocabulari de Catí: oficis, càrrecs i estats. Estudi d'Àngela Buj Alfara; transcripció de Pere-Enric Barreda. Catí: Associació Cultural Tossal de la Nevera, 2016. ISBN 9788461751211
- Puig, Joan. Vocabulari de Catí: festes i costums. Edició i estudi a càrrec de Pere-Enric Barreda i Àngela Buj. Benicarló: Onada, 2012. ISBN 9788415221586
- Notes lexicogràfiques sobre el Petit Vocabulari de Benassal de Carles Salvador Gimeno. Benassal: Fundació Carles Salvador, 2009. ISBN 9788460646211
- Etnotextos i memòria històrica: Alcanar 1936-1945: vivència i paraula. Alcanar: Ajuntament d'Alcanar, 2005. ISBN 8492322365
- Cantem i contem: cançons i contes per a les nostres escoles (Disc Sonor). Departament d'Ensenyament, Generalitat de Catalunya, 2003. Disponible a Internet.
- Nuc 2000: Una mostra d'art postal a Alcanar. Alcanar: Ajuntament d'Alcanar, 2002
- Lèxic del Montsià: estudi geolingüístic I. Amposta: Consell Comarcal del Montsià, 2001. ISBN 8460736067
- El Vocabulari català de Tortosa de Francesc Mestre i Noé. Una anàlisi lexicogràfica. Tortosa: Cinctorres Club, 2000. ISBN 849532511X
- Davall de la figuera: històries de la tia Pasquala: narrativa oral i breu caracterització dialectal de la Portellada. Calaceit: Associació Cultural del Matarranya, 2000. ISBN 848847721X

## Premis
- I Premi de creació i d'investigació social. Alcanar, 2002.[7]
- Premi Tinet de narrativa curta per internet, 2009.[8]

## Tesi
- Els parlars del Montsià. Estudi geolingüístic. Tesi doctoral dirigida per Emili Casanova. Universitat de València, Departament de Filologia Catalana, 2019.